# Close City
Close City è una comunità non incorporata degli Stati Uniti d'America della contea di Garza nello Stato del Texas.
Questa piccola comunità rurale si trova circa 6,5 km (10.5 km) a ovest-nord-ovest di Post, sulle pianure del Llano Estacado.